# Nicholas Soames
Arthur Nicholas Winston Soames född 12 februari 1948 i London Borough of Croydon, Storbritannien, är en brittisk politiker.
Soames gjorde först en karriär som börsmäklare innan han valdes in i brittiska parlamentet 1983 där han arbetade med försvarsfrågor. Han stödde David Camerons kandidatur som de konservativas partiledare och var brexitmotståndare.
Soames uteslöts i september 2019 ur den konservativa partigruppen i parlamentet efter 37 år som medlem efter att han gjorde uppror mot premiärminister Boris Johnson och röstade med oppositionen om brexit eftersom han inte vill se ett avtalslöst brexit och beskyllde Johnson för att medvetet tvinga fram ett nyval.
Nicholas Soames är barnbarn till den brittiske statsmannen och tidigare premiärministern Winston Churchill, Soames mor Mary Soames var den yngsta av hans fem barn. Soames far var Christopher Soames, brittisk parlamentsledamot, EG-kommissionär och guvernör i Sydrhodesia.